# María Jesús Espinosa de los Monteros
María Jesús Espinosa de los Monteros García (Valencia, 1982) es una periodista española, directora general de Prisa Audio, división interna del Grupo Prisa que agrupa todos los contenidos de audio no lineal (podcast). Ejerció de directora de Podium Podcast y Podium Studios entre 2019 y 2021.
Después de una controversia relacionada con su apellido, ella confirmó que no es familiar del político Iván Espinosa de los Monteros, afiliado del partido político español Vox.

## Trayectoria
Espinosa de los Monteros es licenciada en Comunicación Audiovisual por la Universidad CEU Cardenal Herrera, con diploma de estudios avanzados en Historia, Documentación y Análisis Fílmico por la Universidad Complutense de Madrid (UCM), donde escribió una tesina sobre el director alemán Rainer Werner Fassbinder. Trabajó en Barcelona durante seis años como coordinadora de producción en el programa L’ Alternativa y fue redactora de cultura en la cadena COPE de Catalunya. Ha sido también colaboradora en el programa La estación azul de los niños de Radio Nacional de España, dirigido por el periodista Ignacio Elguero.
En 2012, cofundó la emisora de radio digital El Extrarradio, en donde se encargaba de editar y postproducir los pódcast, y además dirigía el programa de literatura El látigo de Joyce. Por este proyecto radiofónico, Espinosa de los Monteros recibió el Premio Ondas Nacional a la Innovación Radiofónica en noviembre de 2013, y el premio de la Academia de la Radio y las Artes a la Innovación Radiofónica en 2014.
En marzo de 2016, Espinosa de los Monteros fue nombrada jefa de proyecto de Podium Podcast y Podium Studios, la red global de podcast en español del Grupo Prisa Radio, de la que desde 2019 es su directora. En 2016 recibió el premio Ondas Nacional a la Mejor Plataforma Radiofónica por internet. Dentro de esta red, dirige los pódcast culturales Los búfalos nocturnos (en colaboración con Babelia y Cultura El País) y Encuádrate centrado en el mundo del arte. Ha dirigido la serie documental Biografías para la Cadena SER y coordina el blog Días de vino y podcasts en el diario El País desde 2017.
Imparte clases de Innovación Radiofónica y Emprendimiento periodístico en universidades como Universidad Miguel Hernández de Elche, la Universidad Cardenal Herrera-CEU, la Universidad Internacional de Cataluña, CEU San Pablo, Universidad Politécnica de Valencia o la Universidad Europea de Madrid. Escribe sobre cultura en medios como Babelia, El País, Ahora Semanal, Letras Libres, Revista Mercurio, Jot Down, Lonely Planet y Yorokobu. Además, ha sido colaboradora del programa de libros La estación azul de Radio Nacional de España.
En mayo de 2021, Prisa Media —que engloba bajo una misma unidad todos los medios del Grupo— impulsa una remodelación interna en la que crea Prisa Audio para unificar todos los contenidos de audio no lineal (podcast) del Grupo, y pone a Espinosa de los Monteros al frente del proyecto como directora general de la nueva plataforma.

## Reconocimientos
Espinosa de los Monteros recibió en 2013 el premio Ondas Nacional a la Innovación Radiofónica por el El Extrarradio. Los Premios Ondas se entregan en España a los profesionales de radio, televisión, publicidad en radio y música por el grupo Prisa. En febrero de 2014, recibió también el premio Luis Arribas Castro de la Academia de la Radio a la Innovación Radiofónica. Al año siguiente, en 2015, recibió la Mención de Honor en el premio Tiflos de Periodismo.
Como directora de proyecto de Podium Podcast recibió el premio Ondas Nacional a la Mejor Plataforma Radiofónica en 2016.